# Sites archéologiques de Djerba
 (août 2025).
Si vous disposez d'ouvrages ou d'articles de référence ou si vous connaissez des sites web de qualité traitant du thème abordé ici, merci de compléter l'article en donnant les références utiles à sa vérifiabilité et en les liant à la section « Notes et références ».
L’île de Djerba, située au sud-est de la Tunisie, constitue un carrefour historique majeur du bassin méditerranéen. Occupée successivement par les Phéniciens, les Carthaginois et les Romains, elle conserve des vestiges archéologiques témoignant de son rôle stratégique et culturel durant les périodes punique et romaine. Ces sites, bien que parfois méconnus, offrent un aperçu précieux sur l’urbanisme, les pratiques funéraires, les infrastructures et les échanges commerciaux de l’Antiquité.

## Sites

### Meninx
Meninx est l’un des sites les plus emblématiques de Djerba. Située près de la localité d’El Kantara, cette ancienne cité côtière fut d’abord un comptoir phénicien avant de devenir une ville prospère sous l’Empire romain. Mentionnée par Pline l’Ancien pour sa production de pourpre, Meninx abritait plusieurs édifices monumentaux :

#### Macellum (marché)

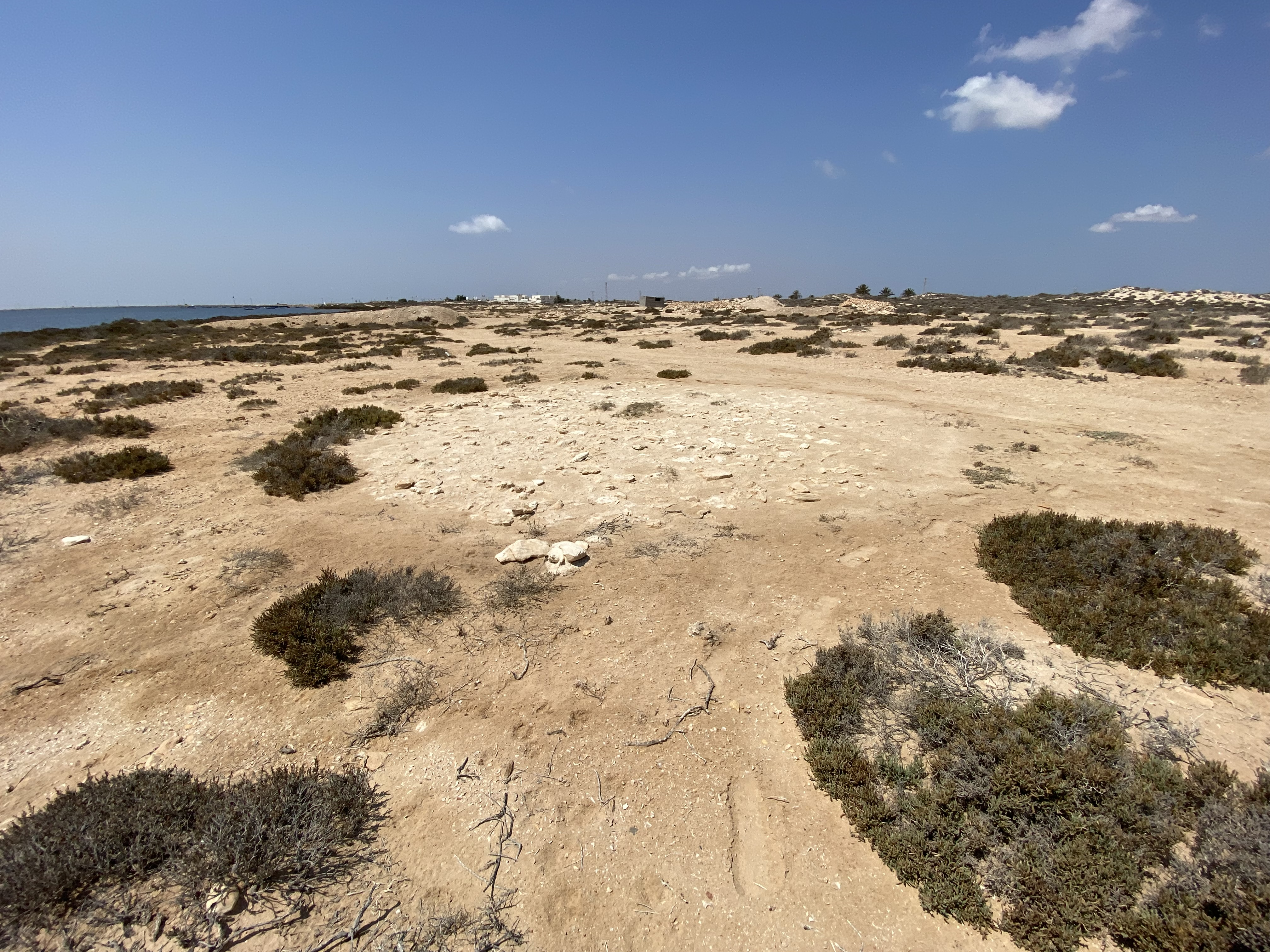
Vestige en pierre de la rotonde

Situé au sud du forum antique et partiellement immergé sous le niveau marin actuel, ce marché couvert, construit entre la fin du Ier et le début du IIe siècle apr. J.-C., reflète l’essor urbain de Meninx à l’époque impériale. Il s’organise autour d’une cour centrale pavée, avec une plateforme circulaire en pierre au centre — vestige probable d’une rotonde à usage rituel ou commercial. Des portiques à colonnes encadrent la cour, donnant accès à une série d’échoppes destinées à la vente de denrées alimentaires. Une reconstitution architecturale (MAP, N. Lamare) met en évidence la disposition régulière du complexe, typique des macella romains, et témoigne de l’intégration de Meninx dans les réseaux économiques de l’Empire.

#### Horrea (entrepots)

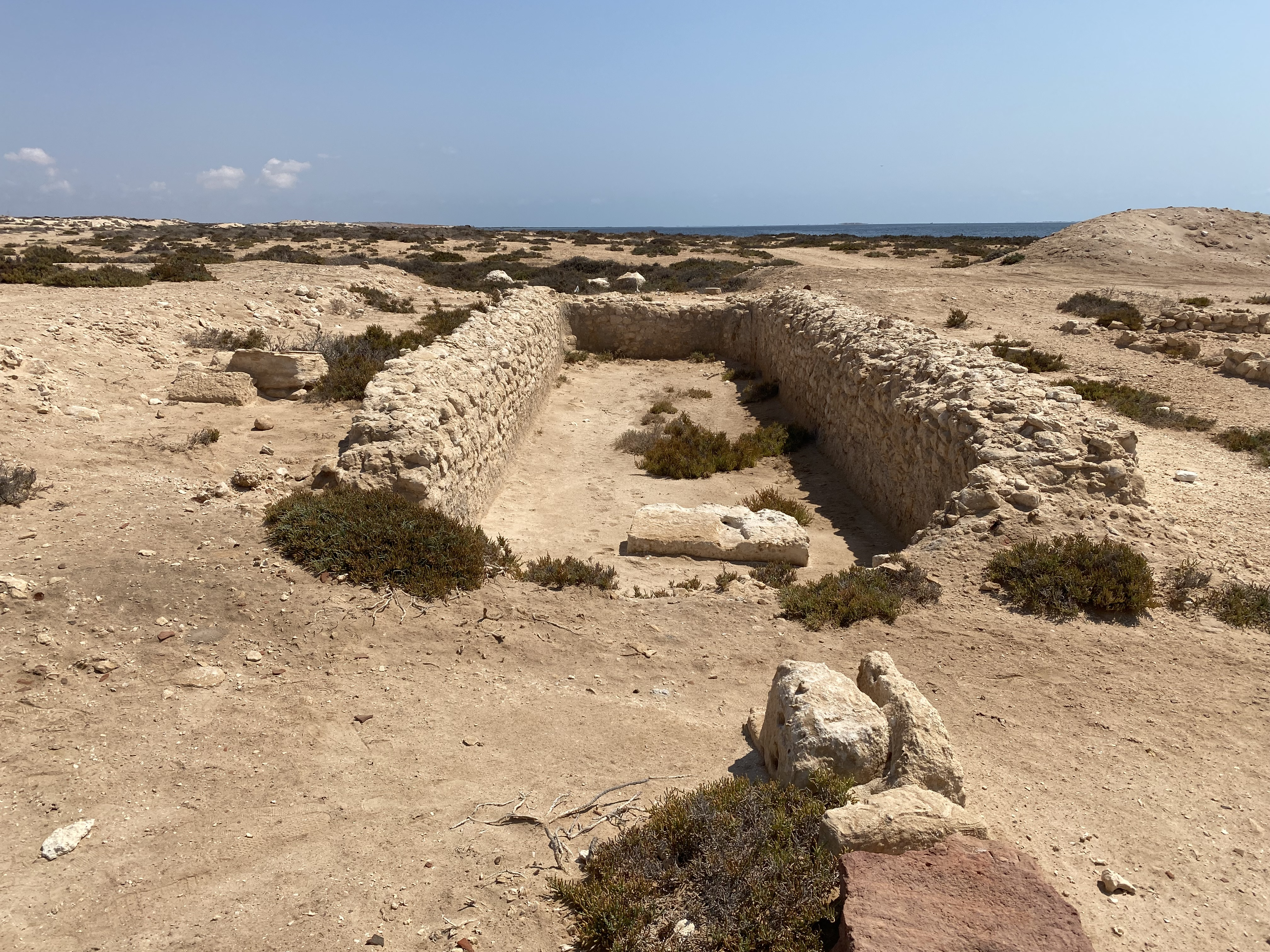
Horrea de Meninx

Adossés au macellum et situés en bord de mer, ces entrepôts romains de l’époque impériale servaient au stockage de denrées variées : céréales, huile, vin, garum, produits salés, fruits secs et pourpre marine. Le complexe adopte un plan linéaire autour d’une cour dallée, bordée de salles à colonnes et de pièces en enfilade. L’aile sud-est, dégagée sur plus de 21 mètres, comprend neuf pièces, dont une avec une grande citerne. Des planchers en bois facilitaient la conservation des produits périssables. À la fin de l’Antiquité, le site fut réaménagé en zone funéraire et artisanale, avant son abandon..

#### Forum
Centre civique de la cité romaine, le forum fut aménagé entre le Ier et le IIᵉ siècle apr. J.-C. sur une surface d’environ 36 × 55 mètres. Il regroupait une basilique à trois nefs, un temple à cour fermée (type templum cum porticibus), des portiques sur deux côtés et des rues pavées. Ce lieu de rassemblement et d’administration reflétait l’apogée architecturale de Meninx au milieu du IIᵉ siècle, marqué par l’usage de marbre importé et de pavements soignés.

#### Basiliques

Vestige de la Basilique civile

Construite vers le milieu du IIᵉ siècle apr. J.-C. au cœur du forum, cette basilique servait probablement à des fonctions judiciaires ou administratives. Elle comportait une nef centrale bordée de colonnes en marbre sur bases attiques, flanquée d’une nef latérale. Le sol était pavé de marbre vert cipolin importé d’Eubée, et les matériaux architecturaux provenaient de Marmara et de la Proconnèse, témoignant du prestige du lieu. Une reconstitution (MAP, J. Lipp et al.) illustre son élévation : fenêtres hautes, toit à deux versants et charpente élaborée, restituant l’ambiance civique de l’édifice antique..

Baptistère d'El Kantara

Outre la basilique civile, deux autres édifices ont été identifiés : la basilique ouest, en bordure maritime au nord du site, et la basilique est, située à Henchir Boumerdes, à la périphérie orientale de la ville. Ce dernier secteur a également livré un baptistère, aujourd’hui conservé au musée du Bardo à Tunis..

#### Sanctuaires
Les recherches du projet tuniso-allemand ont révélé une forte densité de temples dans l’espace urbain de Meninx. Cinq sanctuaires distincts ont été identifiés : le temple sud, près du forum, à l’architecture monumentale (podium, colonnes corinthiennes, matériaux importés), probablement dédié à une divinité majeure ; le temple sud-ouest, plus excentré ; le temple nord, attesté par les fouilles de 2017–2018 ; un temple oriental lié à un complexe commercial ; et un sanctuaire résidentiel, suggérant des cultes domestiques. Cette organisation religieuse plurielle reflète la diversité des pratiques cultuelles et l’intégration des fonctions sacrées dans la trame urbaine de la cité.

#### Thermes

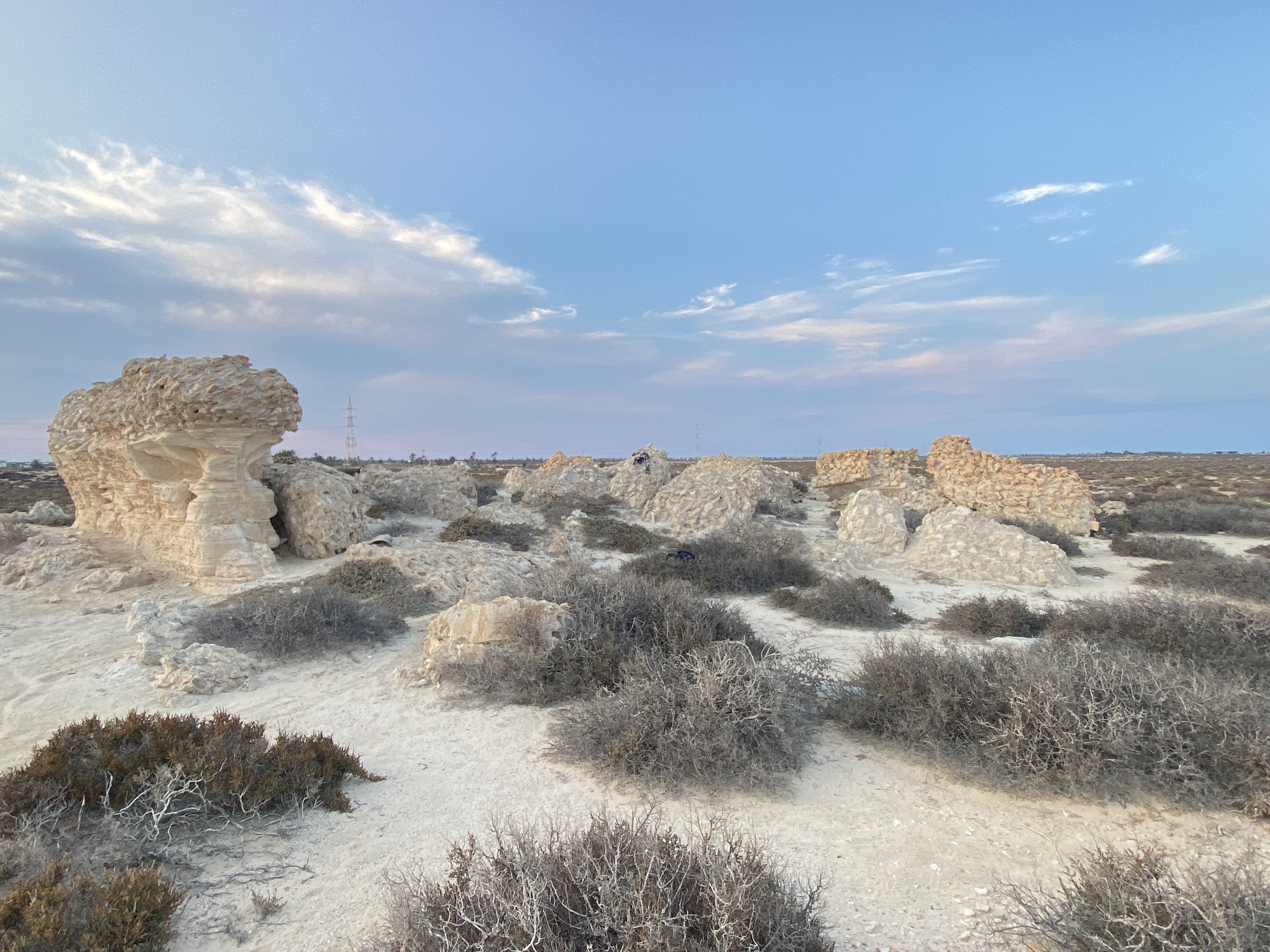
Thermes romains

Les fouilles ont révélé plusieurs établissements thermaux répartis dans la ville : les thermes du nord, proches du forum et du quartier résidentiel, et ceux du sud, situés près du littoral. Datés entre le Ier et le IIIᵉ siècle apr. J.-C., ces complexes comportaient les espaces classiques des bains romains (frigidarium, tepidarium, caldarium, apodyterium), avec hypocaustes, marbres et mosaïques. Leur présence témoigne de la romanisation avancée de Meninx, de son confort urbain et du statut élevé de ses habitants.

#### Habitats résidentiels
Deux maisons romaines ont été identifiées à proximité du forum et des thermes, intégrées à un tissu urbain dense. Organisées autour de cours intérieures, elles présentent des sols en mosaïque et une architecture soignée, témoignant d’un certain confort. L’une d’elles possédait un système de chauffage ou de gestion des eaux, indiquant une adaptation aux besoins climatiques. Ces habitations reflètent la coexistence étroite entre espaces privés, publics et commerciaux dans la ville impériale.

#### Le "Stade"

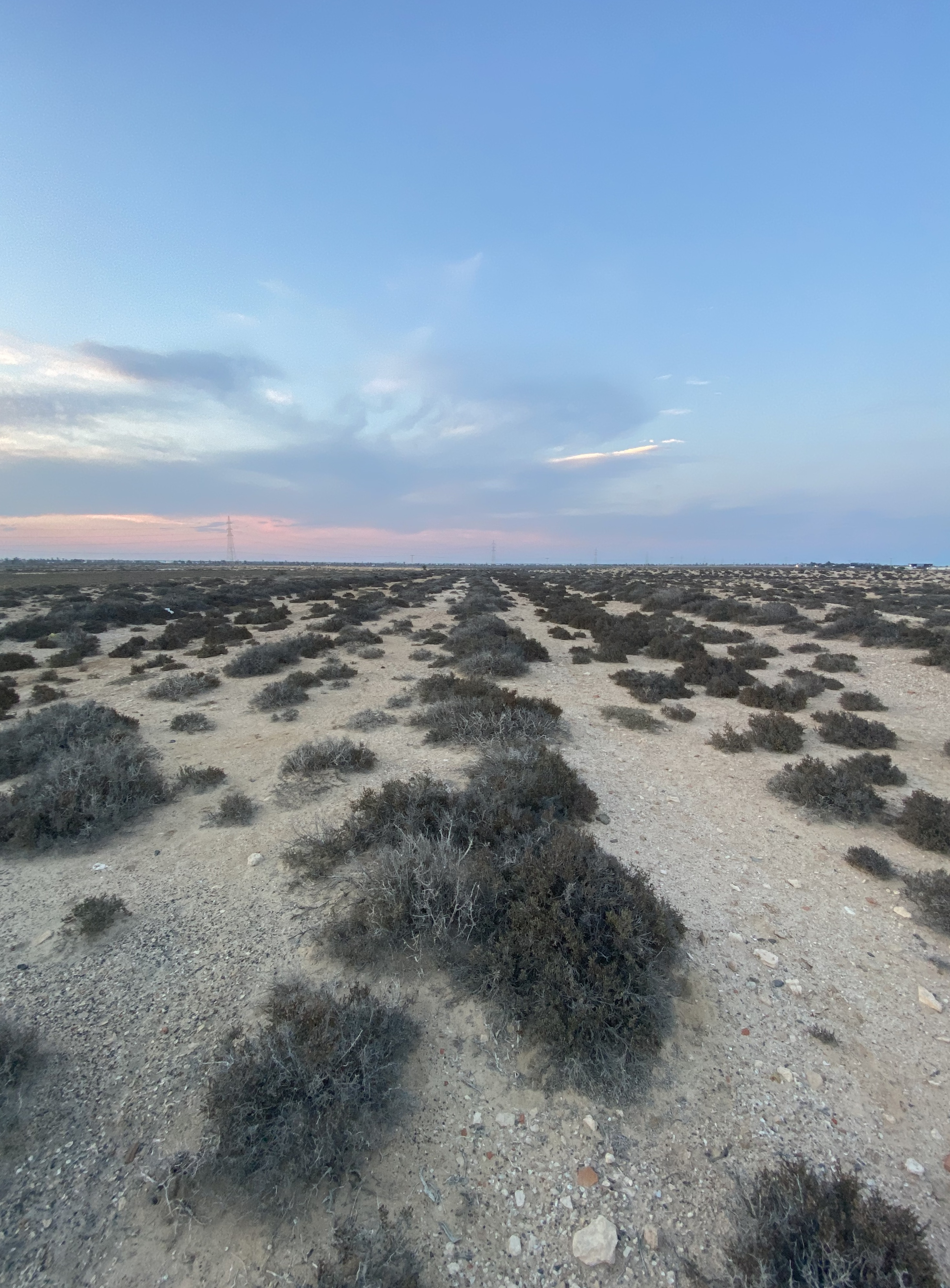
Vue sur le "stade"

Une structure allongée repérée dans la partie meridionale de la ville, interprétée comme un stade, pourrait avoir servi aux activités sportives ou aux exercices publics. Bien que non fouillée, sa forme et ses dimensions évoquent les équipements typiques des cités romaines. Si son identification se confirme, il s’agirait d’un exemple rare en contexte insulaire tunisien, illustrant l’ambition urbanistique de Meninx et la diversité de ses infrastructures publiques. 

#### Citernes

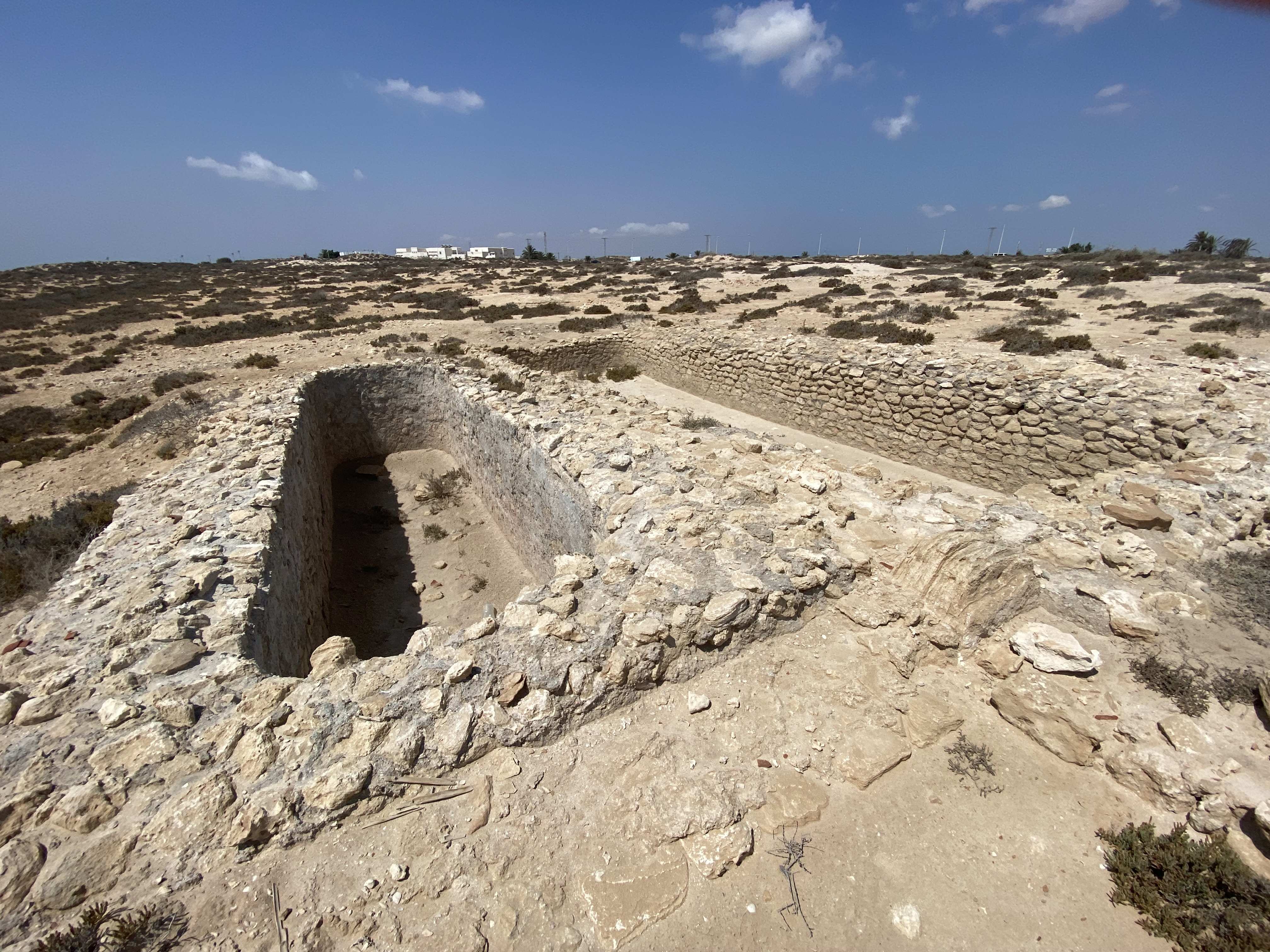
Citernes du secteur 9

Le site conserve un réseau élaboré de citernes, témoignant d’une gestion maîtrisée de l’eau en contexte insulaire semi-aride. Dans le secteur sud-ouest, plusieurs citernes en opus caementicium sont associées à un complexe artisanal lié à la production de pourpre ou au traitement de produits marins. D’autres citernes, réparties près du forum, des thermes et des habitations, révèlent une organisation fonctionnelle entre usages domestiques, commerciaux et cultuels. Ces installations illustrent l’ingéniosité hydraulique de Meninx et son adaptation aux contraintes locales.

#### Théâtre et amphithéâtre
Meninx conserve les vestiges d’un théâtre et d’un amphithéâtre romains, révélant l’importance des spectacles et rassemblements publics dans la vie urbaine antique. Le théâtre, à structure semi-circulaire, était destiné aux représentations et cérémonies civiques ; l’amphithéâtre, de plan elliptique, accueillait jeux et chasses. Leur présence sur une île comme Djerba témoigne de l’intégration culturelle de Meninx dans l’Empire romain et complète un paysage urbain riche en équipements publics.

#### Aqueducs
Les prospections ont révélé quatre tracés d’aqueducs sur plus de 1,5 km, reliant des sources occidentales à divers points de distribution, dont un complexe thermal en bord de mer. Ces conduits maçonnés, partiellement souterrains, intègrent regards de contrôle et segments voûtés, témoignant d’une maîtrise technique conforme aux standards romains. Ce réseau hydraulique structuré reflète l’importance de l’eau dans l’organisation urbaine de Meninx, pour les usages domestiques, sociaux et sanitaires.

### Puits romain de Mahboubine
Le puits antique de Mahboubine, situé à environ un kilomètre de la localité, se trouve sur un terrain appartenant aux descendants de Hadj Saïd bel Hadj Ali. Construit avec les pierres tendres caractéristiques de la région, il présente un diamètre de 0,95 mètre. Sa profondeur initiale, probablement similaire à celle des puits contemporains, est estimée à près de 35 mètres. Les tentatives de dégagement menées par les habitants ont été interrompues à 16 mètres, en raison de l’état dégradé de la maçonnerie dans les niveaux inférieurs.

### Monuments funéraire

#### Haouanet protohistoriques d'Ouled Amor
Découverts à Trifa, au nord-est de Djerba, ces trois haouanet constituent les seuls vestiges protohistoriques connus sur l’île. Datées de l’époque numide, ces sépultures rupestres creusées dans le roc présentent des formes et agencements singuliers — absence de niches, banquettes atypiques, forme ovale — qui suggèrent une adaptation locale des modèles funéraires libyques. Leur originalité éclaire les traditions rupestres régionales et enrichit la connaissance des pratiques funéraires nord-africaines.

#### Henchir Bourgou

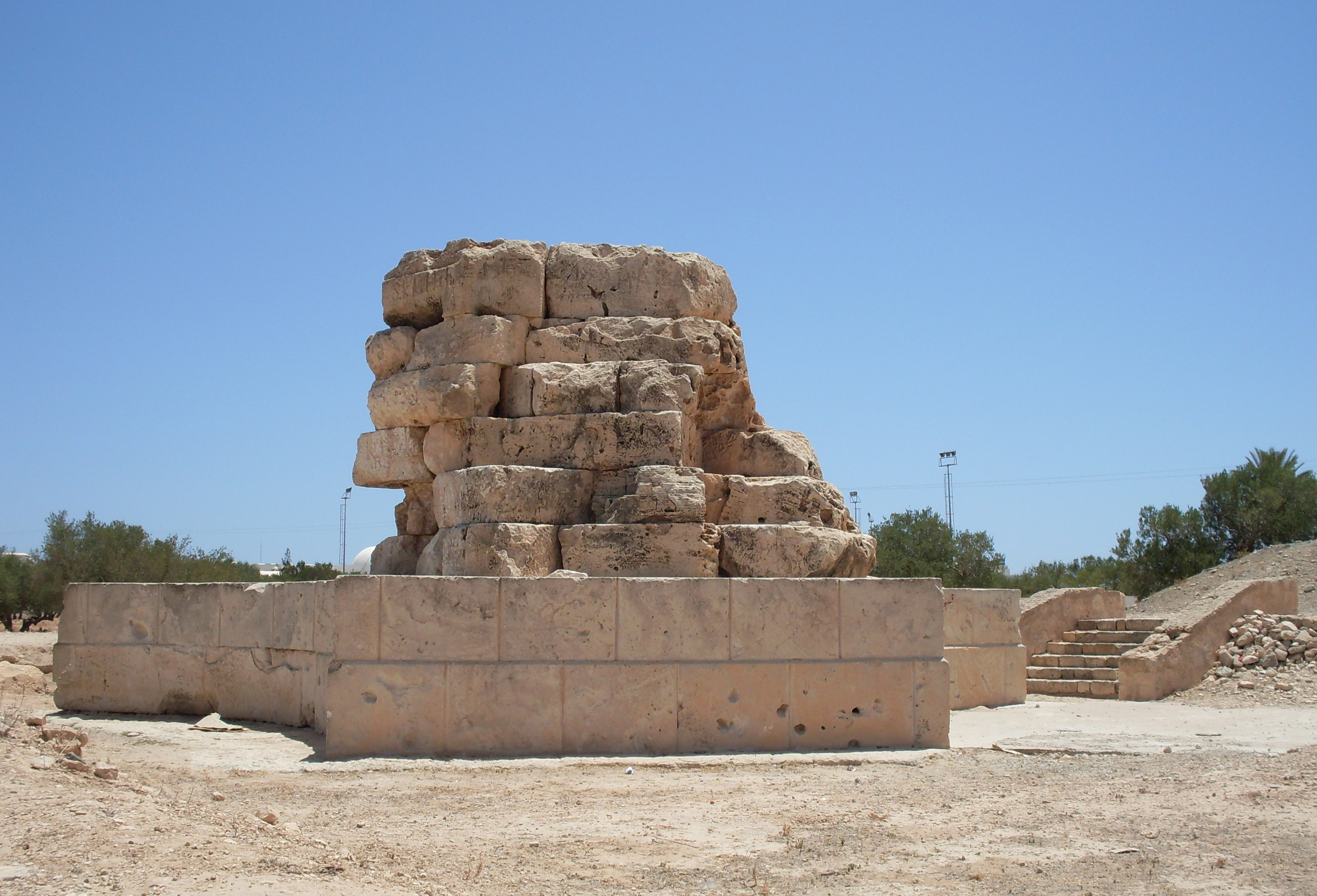
Mausolée numide de Henchir Bourgou

Situé entre Houmt Souk et Midoun, ce monument funéraire numide, occupé entre le IVᵉ siècle av. J.-C. et le IVᵉ siècle apr. J.-C., témoigne d’une tradition architecturale locale élaborée. Il repose sur un soubassement hexagonal aux côtés alternés, avec une chambre funéraire accessible par un couloir et une antichambre couverte. La pièce centrale, en calcaire gréseux, présente un plafond sculpté évoquant une charpente en bois et une corniche monumentale inspirée des modèles libyques et puniques. Ce mausolée, proposé à l’inscription UNESCO, reflète les échanges culturels entre le Maghreb antique et le monde méditerranéen.,

#### La nécropole de Ghizène
Située près de Mezraya, au nord-est de Djerba, cette nécropole libyco-punique fut occupée du IVᵉ siècle av. J.-C. au VIᵉ siècle ap. J.-C. Les tombes rupestres, souvent tripartites (puits, escalier, chambre), présentent des formes variées et témoignent de rites d’inhumation et d’incinération. Le mobilier funéraire comprend céramiques, amphores, lampes, monnaies et unguentaria. La présence de murex indique une activité artisanale liée à la pourpre. Ce site illustre une synthèse entre traditions libyques et influences puniques, révélant l’importance de Ghizène dans le paysage funéraire et économique de l’île.

#### Les tombes de Agga
Situées près de la mosquée Jama El Kébir, au nord-ouest de Djerba, les tombes représentent un rare exemple d’architecture funéraire bâtie d’époque phénico-punique. Construites en calcaire gréseux, elles comportent une chambre funéraire unique, accessible par une baie rectangulaire surmontée d’un fronton triangulaire. La toiture en bâtière repose sur des corniches latérales, avec une niche encastrée au fond. Datées du IIᵉ siècle av. J.-C., elles reflètent une adaptation locale des modèles carthaginois et une présence punique durable sur l’île.

#### Les Hypogées de Mellita
Au nord-ouest de Djerba, le paysage funéraire de Mellita a livré plusieurs sépultures rupestres d’époque punique, aujourd’hui disparues. Trois caveaux ont été documentés : un à puits oblong et escalier latéral ; un autre à plan en L avec deux chambres ; et l’« hypogée de Mellita », fouillé en 1969, doté d’une chambre trapézoïdale avec niches murales. Le mobilier retrouvé (amphores, urnes, lampes, unguentaria) témoigne d’une tradition punique tardive, avec réemploi à l’époque romaine. Ces structures illustrent la diversité typologique des sépultures et la continuité culturelle entre les périodes punique et impériale.

#### Monument de Dar el Ghoula

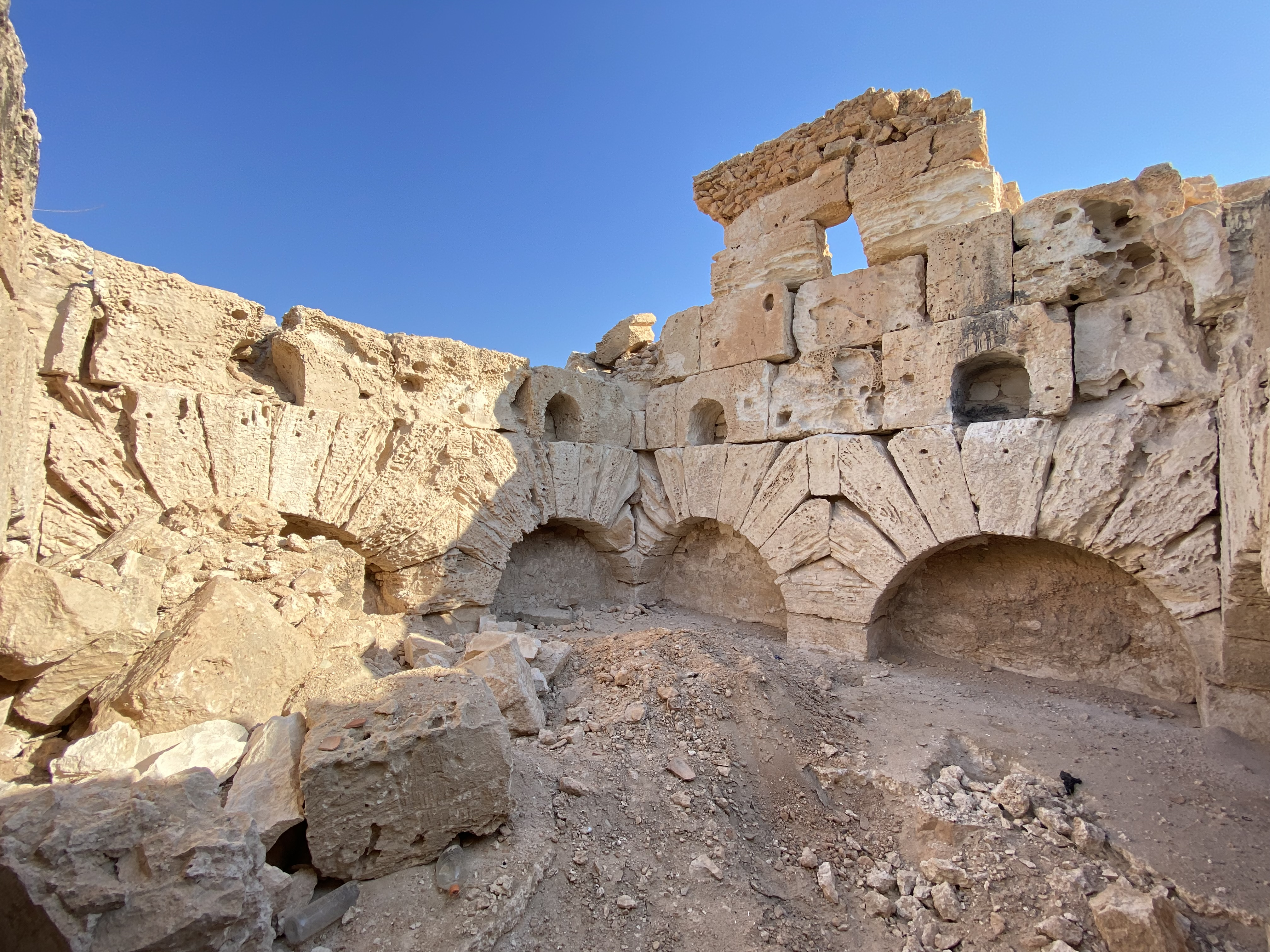
Le columbarium de Dar Al Ghoula à Djerba

Situé à Ghardaïa, ce monument funéraire romain, longtemps interprété comme un columbarium , pourrait correspondre à un sepulchrum familiare lié à la villa de Henchir Tawrirt. De plan carré en pierre de taille, il comporte huit niches cintrées, probablement destinées à des urnes cinéraires ou à des dépôts votifs. Le niveau inférieur abrite des sarcophages, suggérant une coexistence de rites funéraires (incinération, inhumation, offrandes). Ce mausolée mixte reflète la diversité des pratiques funéraires à Djerba, entre influences romaines et traditions locales.

#### Nécropoles puniques de Souk El Guebli

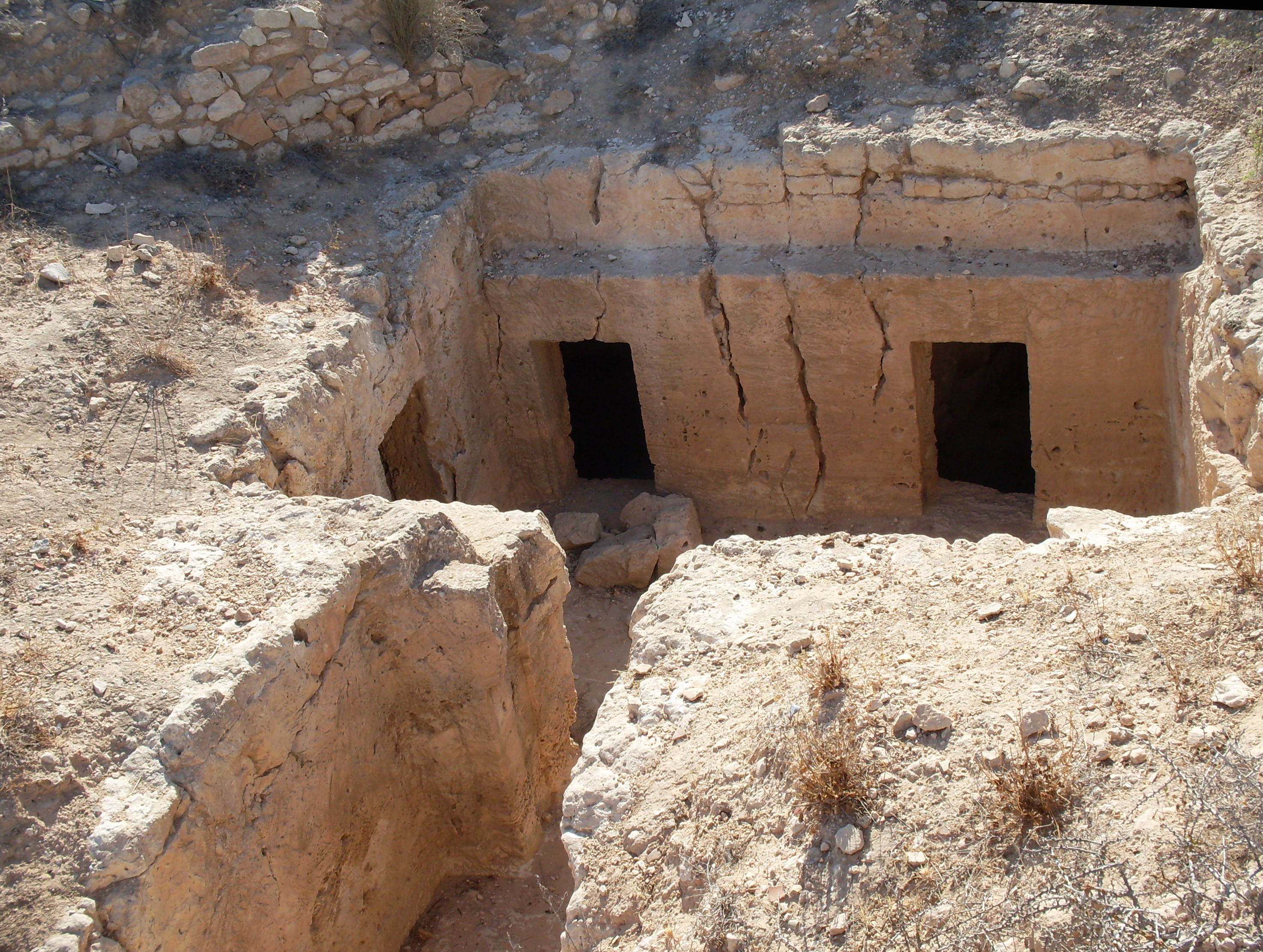
Djerba Catacombes

Découvertes en 1950 et étudiées en 2004 par Sami Ben Tahar, ces nécropoles puniques sont creusées dans des collines et accessibles par des escaliers menant à des chambres funéraires. Le mobilier retrouvé comprend poteries, amphores, bijoux en bronze et en verre, lampes à huile et figurines votives, témoignant des pratiques funéraires et des croyances de l’époque.

#### Mausolee-temple de Ghardaïa

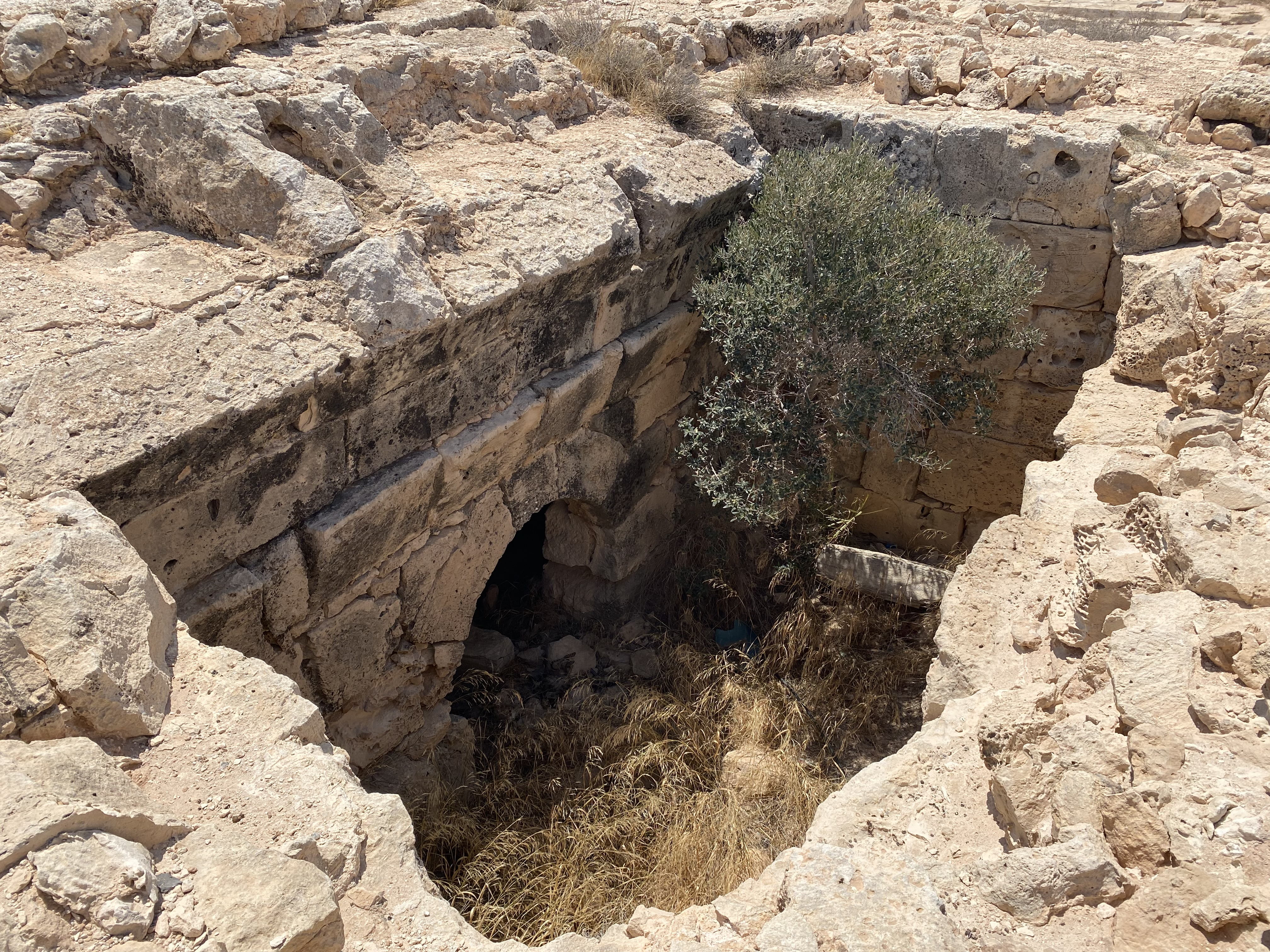
Mausolée Temple de Ghardaïa

Situé au sud-est de Djerba, ce monument antique se compose d’un soubassement cubique en grès calcaire, haut de quatre mètres et flanqué de contreforts massifs. Il abrite deux chambres voûtées reliées par une baie, suggérant une fonction sépulcrale, renforcée par la présence d’un cippe à inscription latine. L’étage supérieur intègre un puits de sept mètres lié à des aménagements hydrauliques, évoquant une symbolique rituelle du passage. Ce monument illustre la dimension technique et sacrée des pratiques funéraires dans le paysage antique de l’île.

#### Cimetière romain d’El Kantara

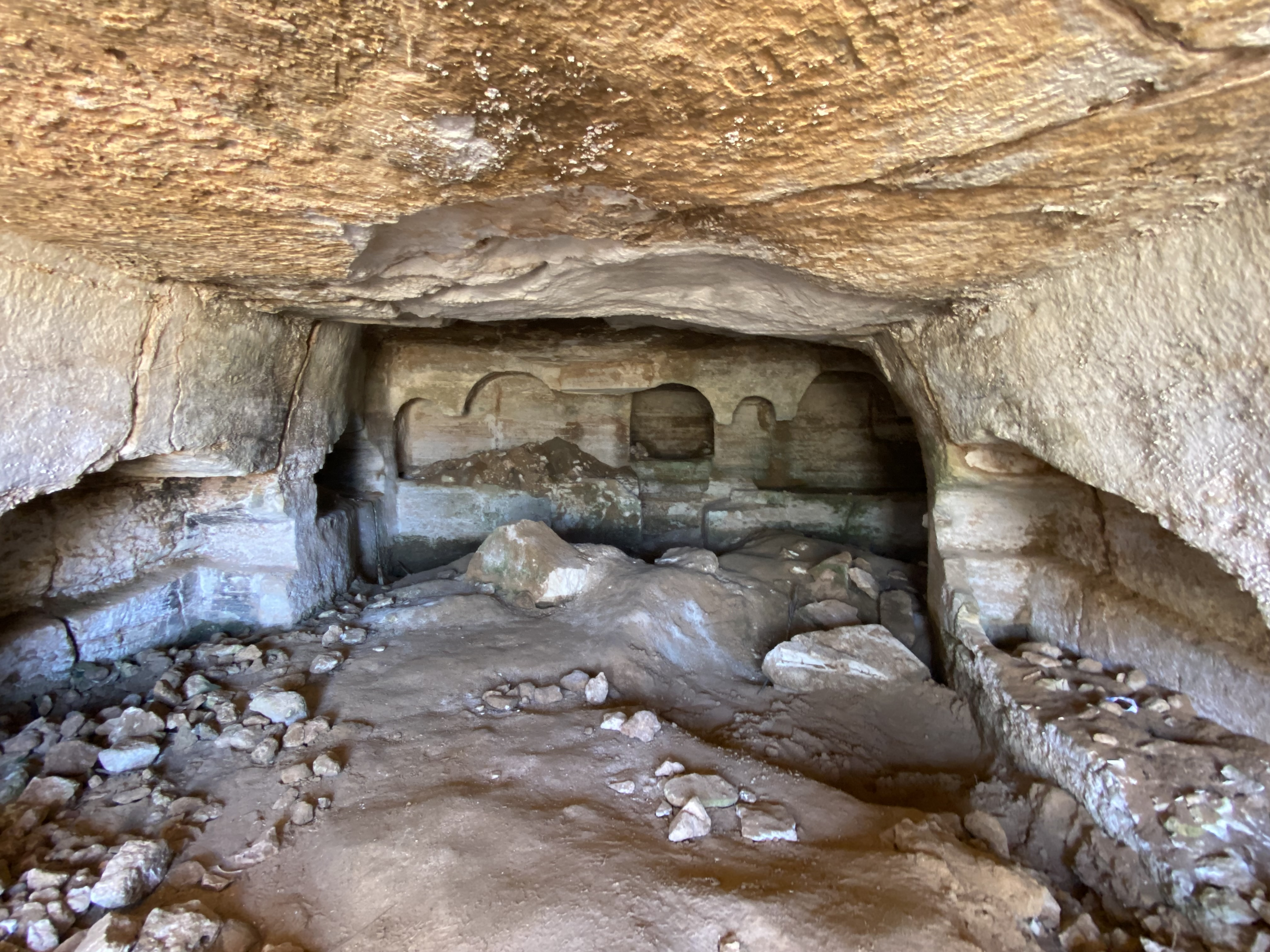
Cimetière romain de Djerba

Un cimetière antique a été découvert en 2018 dans la région d’El Kantara, au sud-est de l’île de Djerba, lors de travaux menés par la Société tunisienne de l’électricité et du gaz (STEG). Plus d’une centaine de tombes taillées dans la roche ont été mises au jour, mesurant en moyenne deux mètres de long sur cinquante centimètres de large. Ces sépultures, organisées en rangées parallèles, sont attribuées à l’époque romaine en raison de leur typologie et de leur proximité avec le site de Meninx, ancienne cité portuaire romaine. Bien que les fouilles n’aient pas encore fait l’objet d’une publication scientifique exhaustive, cette découverte constitue un témoignage précieux des pratiques funéraires dans le sud de l’île et souligne l’importance archéologique de la région.

#### Tombe de Marguène
Découverte fortuitement en 2006 au nord-ouest de Djerba, la tombe de Marguène est un complexe funéraire exceptionnel datant de l’époque républicaine romaine (IIe–Ier siècle av. J.-C.). Elle se compose d’un dromos, d’une salle centrale précédée d’un accès surmonté d’une auge à libation, et de deux chambres sépulcrales. Malgré des perturbations modernes, l’ensemble conserve des éléments architecturaux et rituels révélateurs des pratiques funéraires pré-augustéennes en Afrique. La tombe fut réutilisée au Ier siècle apr. J.-C. pour de nouvelles inhumations et des cérémonies commémoratives, témoignant d’une continuité cultuelle et familiale.

### Henchir Lalla Thala (Fortin)

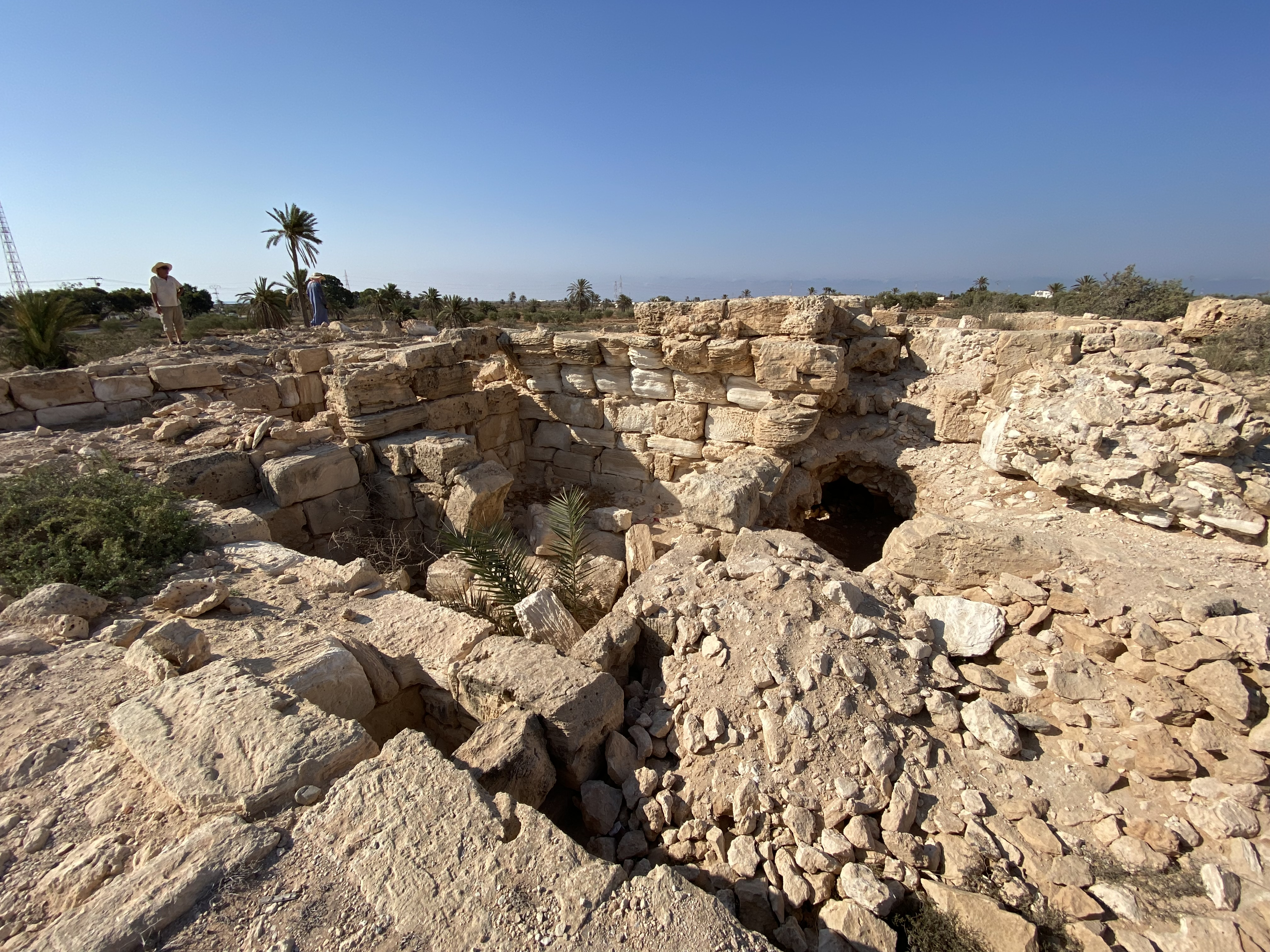
Fortin de Lalla Thala à Djerba

Situé sur la route entre Sedouikech et El Kantara, ce poste de surveillance antique occupe une position stratégique en surplomb d’un axe reliant l’intérieur de l’île à la cité antique de Meninx. Construit en terre de taille, l’édifice présente une architecture sobre et fonctionnelle, typique des installations défensives de l’Antiquité tardive. Il comprend deux salles souterraines voûtées et un puits central, éléments caractéristiques des fortins militaires rudimentaires. D’une superficie de 14 × 9 mètres, le bâtiment a subi des modifications, probablement à l’époque vandale, suggérant une réutilisation à des fins de contrôle territorial. Ce type de structure illustre les dispositifs modestes mais efficaces mis en place pour surveiller les voies d’accès aux centres urbains et commerciaux de Djerba.

### Le site rural de Mezraya
Situé sur la côte nord-est de Djerba, le site de Mezraya a révélé, lors de fouilles préventives menées en 2018, une séquence d’occupation continue s’étendant de la Protohistoire à l’époque romaine impériale. Les niveaux les plus anciens ont livré des structures domestiques et de la céramique modelée, témoignant d’un habitat enraciné dans les traditions locales. Dès la période punique, le site s’ouvre aux échanges méditerranéens, comme l’attestent les amphores importées et les objets de vaisselle fine. À l’époque romaine, Mezraya devient un établissement rural structuré, probablement lié à l’agriculture et à l’artisanat textile, avec des vestiges en opus africanum, des citernes et des installations de stockage. Abandonné au IIIe siècle apr. J.-C., le site illustre l’évolution d’un habitat vernaculaire vers une intégration progressive aux réseaux économiques antiques de Djerba.

### Henchir Tawrirt
Situé au sud-est de Djerba, à deux kilomètres à l’ouest du site punique de Soûq el Guébli, Henchir Tawrirt est un site archéologique majeur par la richesse de ses phases d’occupation. Les vestiges protohistoriques comprennent des fonds de cabanes à poteaux porteurs, des outils en silex et une céramique à empreintes de vannerie (Basket Ware), inédite sur l’île, apparentée aux traditions sahariennes du Libyen ancien. Dès le Ve siècle av. J.-C., le site s’intègre aux réseaux méditerranéens, comme en témoignent les amphores vinaires importées de Carthage et de la Grande Grèce. À l’époque romaine, une villa rurale est édifiée à la fin du Ier ou au début du IIe siècle apr. J.-C., probablement destinée à l’exploitation agricole. La présence de pesons en pierre pour filets de pêche révèle une économie mixte, fondée sur l’agriculture et les ressources maritimes.

### Le site antique de Guellala
Identifié à l’antique Haribus mentionnée dans la Table de Peutinger, le site de Guellala est situé sur la côte sud-ouest de Djerba, au sud du golfe de Boughrara. Les prospections menées en 2018 ont révélé une occupation continue du Ve siècle av. J.-C. à la seconde moitié du VIIe siècle apr. J.-C. Par son emplacement sur la route maritime reliant Djerba à la Tripolitaine, Guellala jouait un rôle actif dans les échanges méditerranéens, comme en témoignent les céramiques importées d’Afrique et d’autres régions. Un port antique récemment localisé semble avoir facilité ces échanges.
Le site présente une organisation spatiale complexe : un secteur côtier à vocation commerciale, une zone résidentielle romaine en retrait, et une nécropole comprenant deux tombes taillées dans l’argile, dont l’une a été fouillée en 2014. L’abondance du matériel préromain, local et importé, atteste d’une dynamique culturelle et économique soutenue, inscrivant Guellala parmi les agglomérations les plus significatives de l’île à l’époque antique.

### Préservation et enjeux

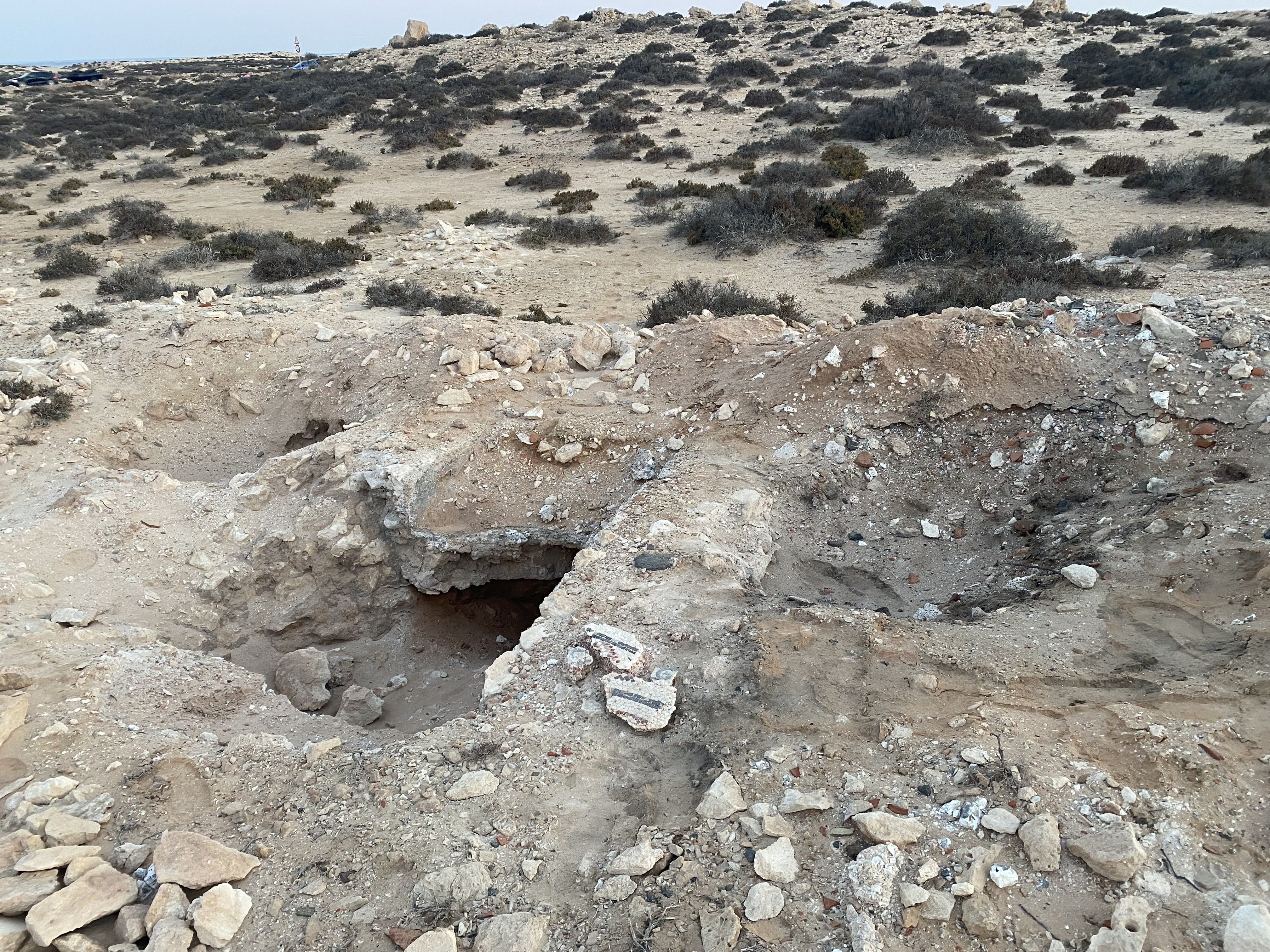
Fouilles clandestines à Meninx (mosaiques)

Malgré leur importance historique, plusieurs sites archéologiques de Djerba demeurent insuffisamment documentés et exposés à des menaces persistantes. Le manque de sensibilisation locale, conjugué à la pratique de fouilles clandestines et à la réutilisation des pierres antiques comme matériau de construction, compromet la préservation de ces vestiges. Ces atteintes, parfois irréversibles, affectent aussi bien les monuments funéraires que les infrastructures urbaines. Des efforts récents, notamment l’inscription de Djerba au patrimoine mondial de l’UNESCO en 2023, visent à renforcer la protection, la documentation et la valorisation durable de cet héritage exceptionnel.